# Charles William Wilson

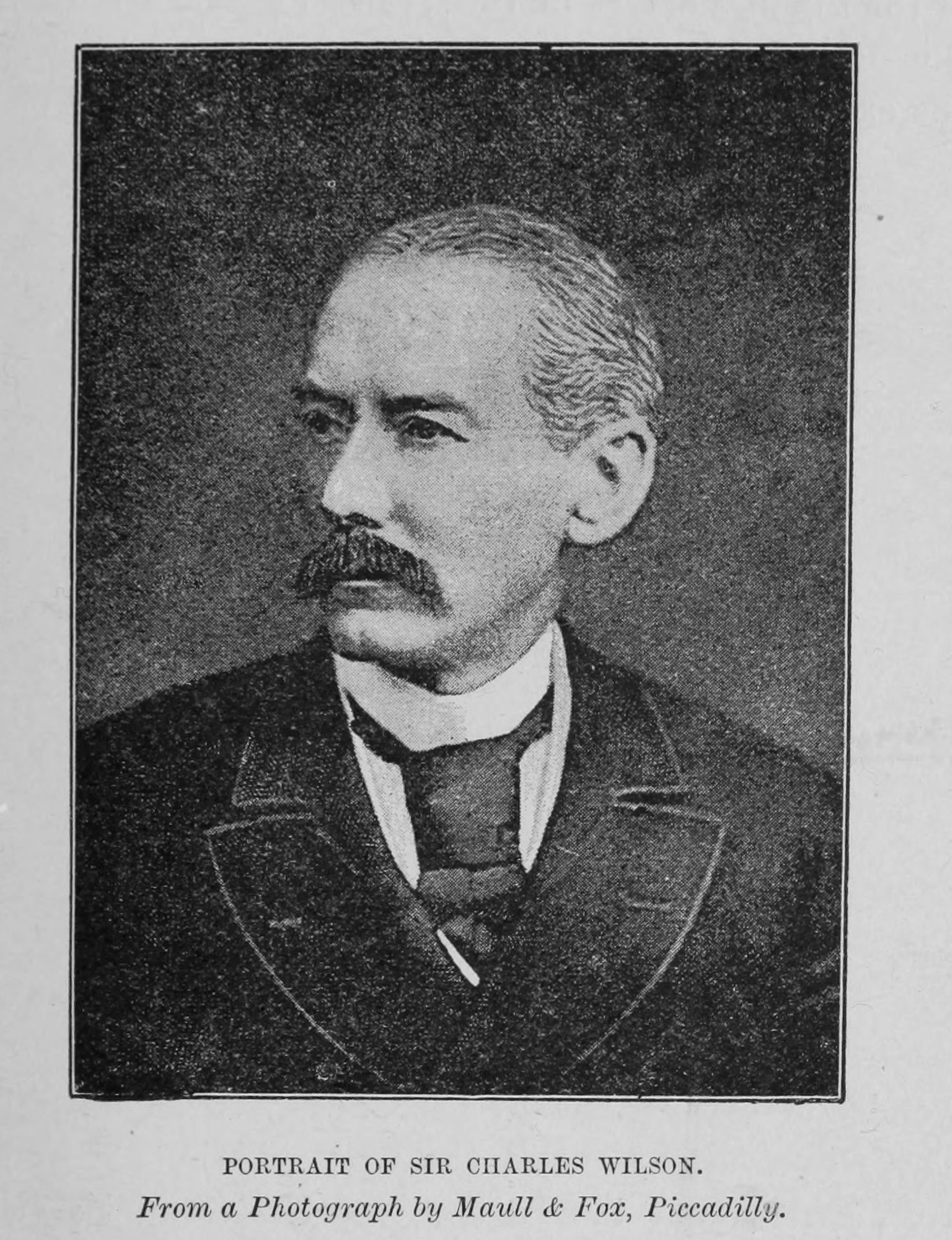
Charles William Wilson

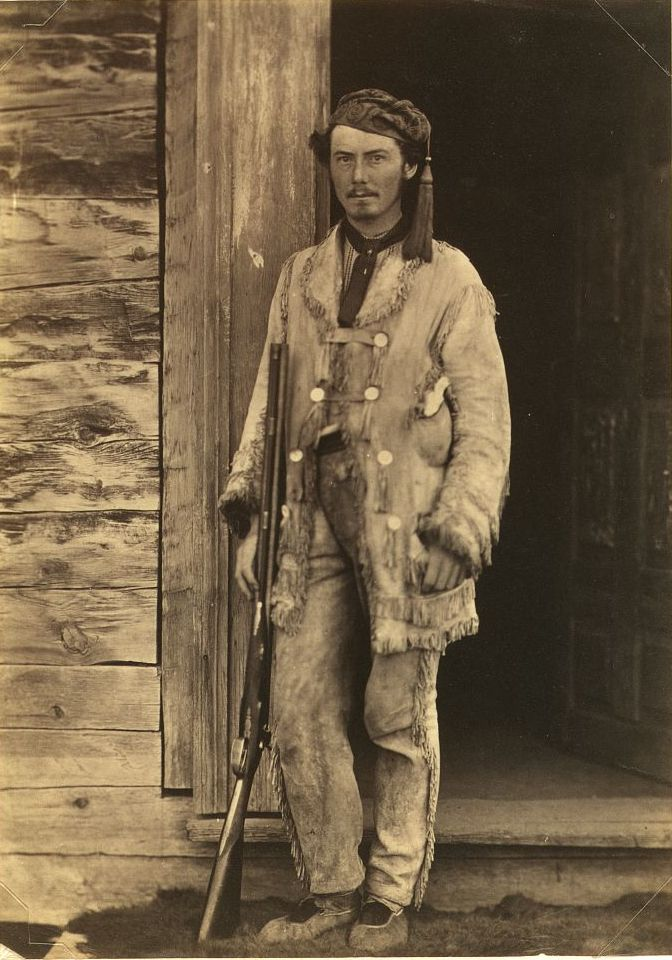
Charles William Wilson um 1860

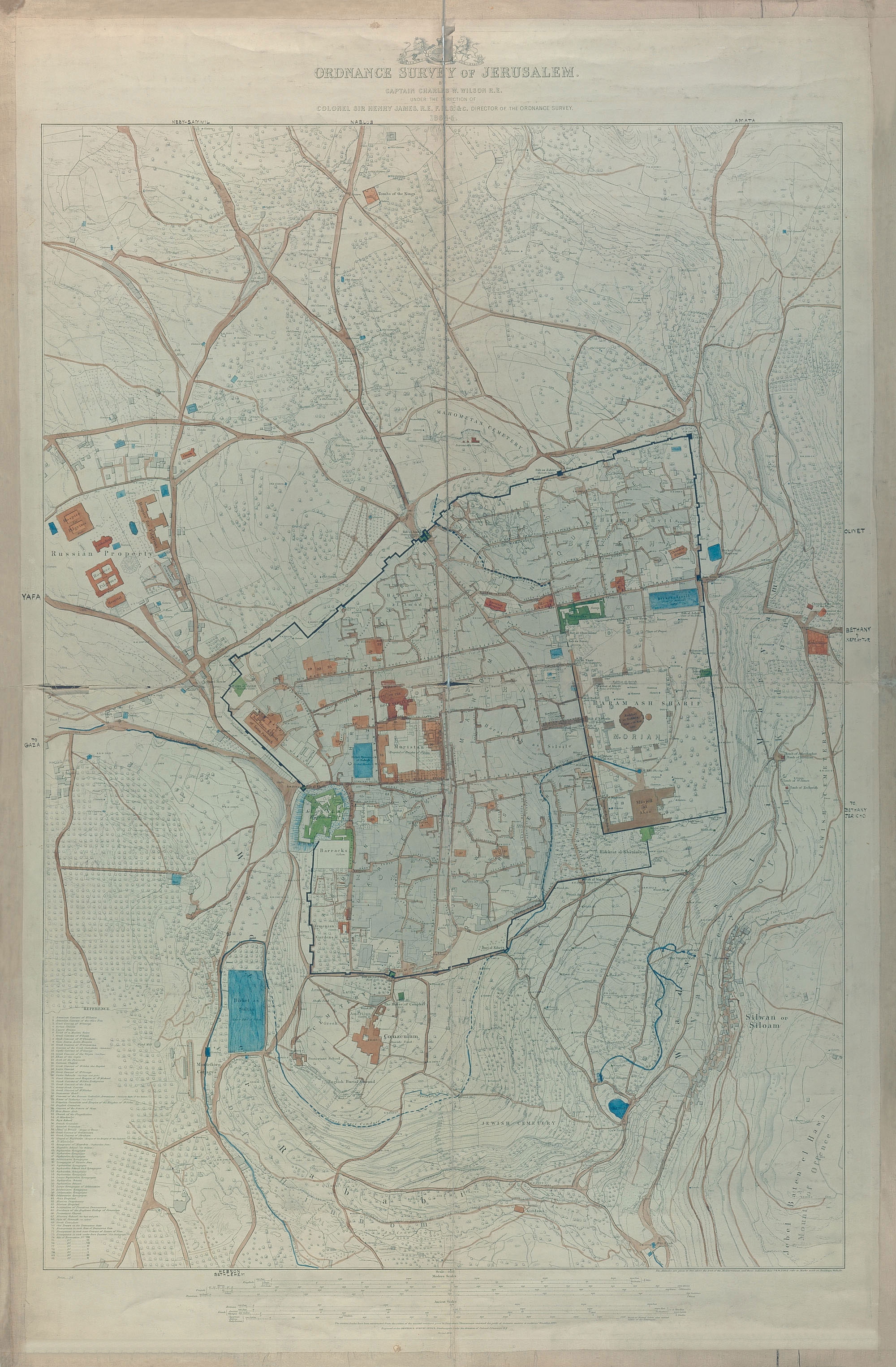
Ordnance Survey of Jerusalem Captain Charles W. Wilson, R.E., 1876

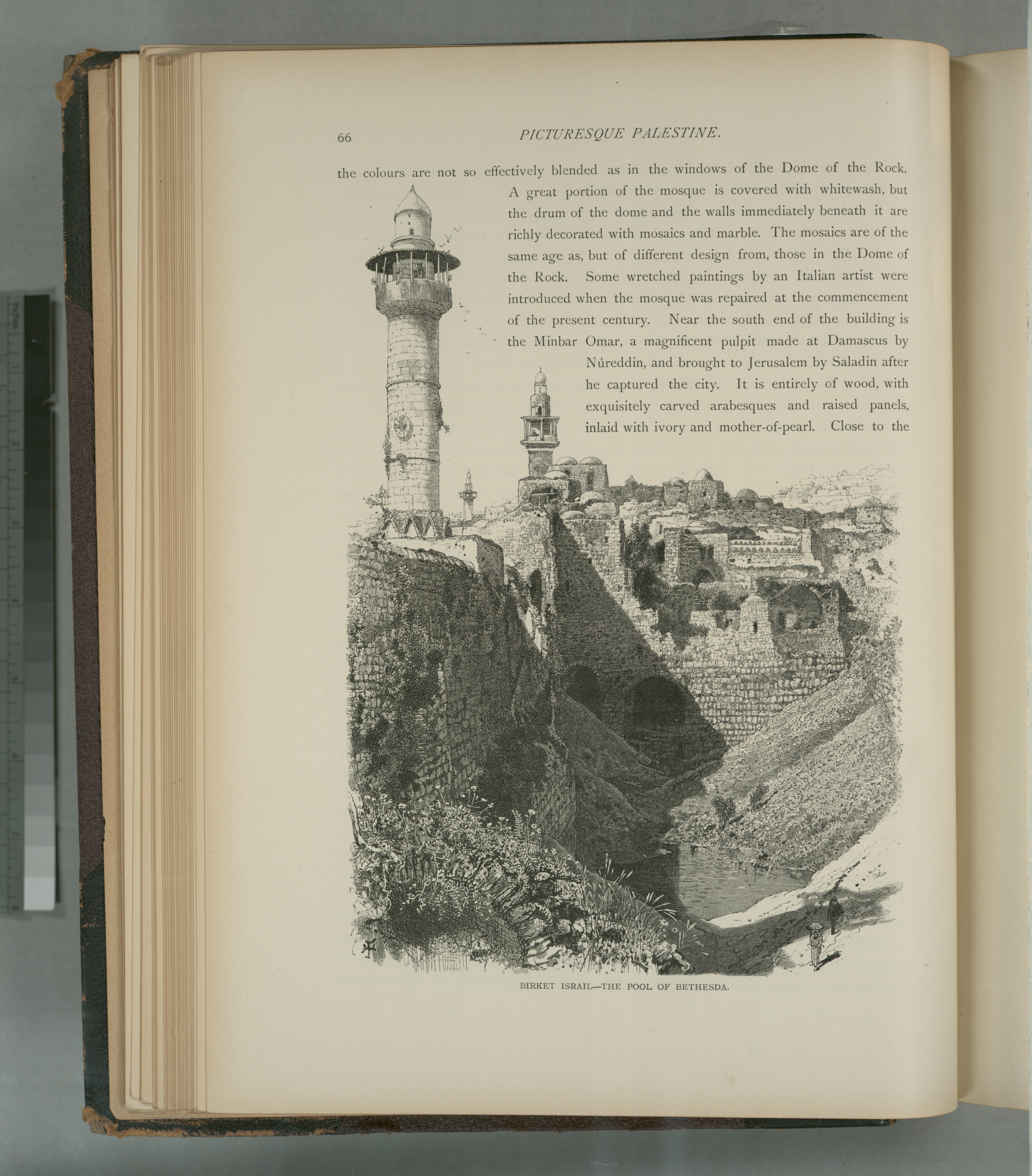
Teich der Söhne Israels, Col. Charles William Wilson 1881

Sir Charles William Wilson (* 14. März 1836 in Liverpool; † 25. Oktober 1905 in Royal Tunbridge Wells) war ein britischer Major-General, Geograph, Vermesser und Forschungsreisender. Er kämpfte in verschiedenen britischen Kolonialkriegen und kommandierte das Camel Corps der Gordon Relief Expedition im Sudan. Er war Leiter der Ordnance Survey (Landesvermessungsbehörde) von Schottland, Irland und Generaldirektor des Ordnance Survey des Vereinigten Königreichs.

## Leben

### Schule und Erste Einsätze
Wilson besuchte 1844 die St. David’s School in Pembrokeshire 1845 das Collegiate Institute in Liverpool und von 1852 bis 54 das Cheltenham College. 1854 wurde er Student der Universität Bonn. 1855 erhielt er sein Patent als Leutnant der Royal Engineers. 1855 bis 1857 ging er an die School of Military Engineering in Chatham.
Ab 1858 war Wilson vier Jahre in Nordamerika, um die Grenze zwischen Kanada und den Vereinigten Staaten am 49. Breitengrad zu vermessen. Während der Reisen führte er Tagebuch. 

### Palestine Exploration Fund
1864 war Wilson mit Vermessungsarbeiten in Palästina und Jerusalem befasst, die in erster Linie der Verbesserung der Wasserversorgung dienen sollten. Dabei wurde eine topographische Karte erstellt und bei weiteren Vermessungen in Palästina 1865 auch der Höhenunterschied zwischen Mittelmeer und Totem Meer erstmals genau bestimmt. Inzwischen wurde der Palestine Exploration Fund gegründet, und ab 1865 setzte Wilson in dessen Auftrag Vermessungsarbeiten in Palästina und Umgebung fort, diesmal mit einem Hauptaugenmerk auf Archäologie.
1866 wurde er Leiter des Ordnance Survey für Schottland und 1867 Assistant Commissioner in der englischen Borough Boundary Commission. 
Der Ordnance Survey des Palestine Exploration Fund kartografierte 1868–1869 unter Leitung von Wilson die Sinai-Halbinsel. Ziel war es unter anderem, dem Weg der Israeliten aus Ägypten nachzugehen und byzantinische archäologische Stätten zu erkunden. Das Projekt verband dabei theologische und geopolitische Interessen. In der ersten Hälfte des 19. Jahrhunderts wurde unter europäischen Gelehrten diskutiert, welcher Gipfel der Sinai-Halbinsel der biblische „Berg der Gesetzgebung“ sei, und verschiedene Kandidaten waren dafür im Gespräch. Wilson entschied die Frage der biblischen Lokalisierung zugunsten des Dschabal Musa.
Wilson veröffentlichte 1871 mit Charles Warren, der ebenfalls 1867 für den Palestine Exploration Fund dort war, ein Buch über seine geographisch-archäologischen Erkundungen in Jerusalem. Nach seiner Rückkehr wurde er Leiter der Kartenabteilung im War Office (Kriegsministerium) und Assistant Quartermaster General im Intelligence Department. Bald darauf leitete er den Ordnance Survey für Irland und war in der königlichen Kommission für die Registrierung von Schulden und Versicherungen in Irland. 1878 war er britischer Vertreter in der serbischen Grenzkommission, nach dem Berliner Kongress. 1879 wurde er zum Oberstleutnant befördert und war bis 1882 Generalkonsul in Kleinasien, was er zur Erkundung entlegener Gebiete des Osmanischen Reichs nutzte.
Wilson nahm 1882 am Anglo-Ägyptischen Krieg zur Niederschlagung der Urabi-Bewegung teil. Im Prozess gegen deren Anführer Ahmed Urabi Pascha fungierte er als informeller Freund des Angeklagten.

### Gordon Relief Expedition
Aufgrund sein großen Kenntnisse des orientalischen Lebens und der orientalischen Sprachen ernannte General Wolseleys Wilson 1884 zum Deputy Adjutant-General und Chief of the Intelligence Department der Gordon Relief Expedition. Die Expedition hatte die Aufgabe Gordon Pascha vor dem Mahdi-Aufstand zu retten. Wilson nahm mit dem Camel Corps am Vorstoß quer durch die Wüste und der Schlacht von Abu Klea teil. Nachdem Sir Herbert Stewart, der Befehlshaber des Camel Corps, bei Gubat tödlich verwundet und sein Stellvertreter Burnaby bereits bei Abu Klea gefallen war, übernahm Wilson das Kommando. Dies geschah weil er der rangälteste Offizier war, allerdings ohne Führungserfahrungen. Er erreichte den Nil am 21. Januar 1885 und traf auf vier Dampfschiffe, die Gordon mit der Bitte um Unterstützung entsandt hatte. Gordon ließ in einer Nachricht vom 14. Januar mitteilen, dass er Khartum noch zehn Tage würde halten können, wenn keine britischen Truppen einträfen. Wilson legte allerdings eine dreitägige Pause ein, um seine Verwundeten zu versorgen. Am 24. Januar ließ er zwei Dampfer mit Truppen beladen. Mit 200 Sudanesen, drei britischen Offizieren, zwei Marineunteroffizieren und 21 Soldaten des Royal Sussex Regiments brach er auf in Richtung Khartum. Einer der Dampfer lief am sechsten Katarakt auf Grund, was erneut eine Verzögerung verursachte. Am 27. Januar gerieten Wilsons zwei Dampfer unter Gewehrfeuer. Bei einem Zwischenstopp erfuhren sie, dass Khartum gefallen sein solle. Einen Tag später, am 28. Januar, trafen die Dampfer in Khartum ein. Unter schwerem Artillerie- und Gewehrfeuer gelangten sie in Sichtweite des Gouverneurspalasts und mussten feststellen, dass jede Hilfe zu spät kam. Premierminister William Ewart Gladstone ließ daraufhin die britischen Truppen aus dem Sudan, abgesehen vom Gebiet Suakin, abziehen.

### Generaldirektor des Ordnance Survey
Bei seiner Rückkehr aus dem Sudan wurde Wilson Direktor des Ordnance Survey von Irland und war von 1886 bis 1894 Generaldirektor des Ordnance Survey. In dieser Zeit erfolgte die Fertigstellung der Karten des Vereinigten Königreiches im Maßstab Twenty-Five Inch to the Mile. Von 1895 bis zu seinem Ruhestand 1898 war er Generaldirektor für Militärerziehung. 1901 bis 1906 stand er dem Palestine Exploration Fund vor. Zeitweise stand er auch der Palestine Pilgrims’ Text Society vor, einem historischen Verein, der mittelalterliche Pilgertexte nach Palästina herausgab.

## Auszeichnungen
1872 wurde er in den Rat der Society of British Archeology gewählt. 1874 wurde er Fellow der Royal Society.
1876 wurde er Companion des Order of the Bath. Mit der Erhebung zum Knight Commander des Order of St. Michael and St. George erfolgte 1881 die Erhebung in den persönlichen Adelsstand. 1878 wurde er Mitglied des Deutschen Vereins zur Erforschung Palästinas.
1882 erhielt er für seine Teilnahme am Feldzug in Ägypten den Khediven-Stern und die Egypt Medal.
Nach Wilson ist ein antiker Steinbogen an der Klagemauer in Jerusalem benannt.

## Schriften
- mit Charles Warren: The Recovery of Jerusalem. A Narrative of Exploration and Discovery in the City and the Holy Land. D. Appleton & Company, New York 1871 (Digitalisat)
- Ordnance Survey of Jerusalem. Ordnance Survey Office, Southampton 1876
- Picturesque Palestine, Sinai and Egypt. 2 Bände. D. Appleton & Company, New York 1881–1883.
- Picturesque Palestine, Sinai and Egypt : with numerous engravings on steel and wood ; in four volumes. J.S. Virtue and Co., London, [zwischen 1880 und 1884?], 4 Bände  (Digitalisat)
- From Korti to Khartum: A Journal of the Desert March from Korti to Gubat, and the Ascent of the Nile in General Gordon's Steamers, W. Blackwood, 1886 - 317 Seiten